# Jozef Kukučka
Jozef Kukučka (ur. 13 marca 1957) – słowacki piłkarz grający na pozycji obrońcy.

## Kariera klubowa
Grał w Plastice Nitra, Rudej Hvězdzie Cheb, Bohemians 1905 i ZVL Považská Bystrica.

## Kariera reprezentacyjna
W reprezentacji Czechosłowacji Kukučka zadebiutował 11 listopada 1981 roku w zremisowanym 1:1 towarzyskim meczu z Argentyną. W 1982 roku był w kadrze Czechosłowacji na Mistrzostwa Świata w Hiszpanii i rozegrał na nich jeden mecz, z Kuwejtem (1:1). Od 1981 do 1985 roku rozegrał w kadrze narodowej 7 meczów.